# Кеплер-1625b I
Кеплер-1625b I е предполагаема екзолуна, обикаляща около планетата Кеплер-1625b. Открита е през 2017 г. Това е първата екзолуна, откривана някога. Намира се на около 8000 светлинни години от Земята.

## Характеристики
Кеплер-1625b I вероятно е газов спътник, тъй като е с размерите на планетата Нептун. Ако тази хипотеза бъде потвърдена, то това ще е и първият открит газов спътник. Екзолуната обикаля на около 0,0023 АЕ от Кеплер-1625b.

## Хипотези
Астрономи откриват, че телескопа „Хъбъл“ е видял как екзопланетата преминава пред звездата си 78 минути по-рано от очакваното, като се е очаквало транзитът да продължи 19 часа. Освен това, обектът е имал втори спад на яркостта 3 часа преди края на транзита. Тези данни показват, че екзолуната остава само хипотетична и че все още няма достатъчно данни, за да бъде потвърдено съществуването му.
От друга страна, Кеплер-1625b има намаляване на яркостта, което вероятно означава, че съществува спътник в орбита около екзопланетата.

## Спътник около спътника
Размерът на екзолуната прави възможно съществуването на естествени спътници в орбита около него. Този субсателит (лунна луна) може дори да бъде обитаем, въпреки че Кеплер-1625b понякога излиза извън обитаемата зона.
|  | Тази страница частично или изцяло представлява превод на страницата Kepler-1625 b I в Уикипедия на френски. Оригиналният текст, както и този превод, са защитени от Лиценза „Криейтив Комънс – Признание – Споделяне на споделеното“, а за съдържание, създадено преди юни 2009 година – от Лиценза за свободна документация на ГНУ. Прегледайте историята на редакциите на оригиналната страница, както и на преводната страница, за да видите списъка на съавторите. ВАЖНО: Този шаблон се отнася единствено до авторските права върху съдържанието на статията. Добавянето му не отменя изискването да се посочват конкретни източници на твърденията, които да бъдат благонадеждни. |